# ایچری‌چورما
ایچری‌چورما (به ترکی استانبولی: İçeriçumra) شهری است در کشور ترکیه که در استان قونیه واقع شده‌است. جمعیت این شهر بر اساس سرشماری سال ۲۰۰۸ میلادی ۷٬۴۶۵ نفر و بر اساس برآوردهای سال ۲۰۰۹ میلادی ۷٬۴۷۰ نفر می‌باشد.